# Geszteréd
Geszteréd is een plaats (község) en gemeente in het Hongaarse comitaat Szabolcs-Szatmár-Bereg. Geszteréd telt 1769 inwoners (2001).